# جان اف هلیول
جان اف هلیول (انگلیسی: John F. Helliwell؛ زادهٔ ۱ ژانویهٔ ۱۹۳۷) اقتصاددان اهل کانادا است.
وی همچنین برندهٔ جوایزی همچون برنامه فولبرایت و بورسیه رودز شده‌است.